# Vitalij Staruchin
Vitalij Volodymyrovyč Staruchin (in ucraino Віталій Володимирович Старухін?; Minsk, 6 giugno 1949 – Donec'k, 9 agosto 2000) è stato un calciatore sovietico, di ruolo attaccante.
Nel 2011 Staruchin, assieme a Oleh Blochin, Valeri Lobanovski e Igor Belanov, è stato nominato leggenda del calcio ucraino.

## Palmarès

### Club
- Kubok SSSR: 1

Šachtar: 1980

### Individuale
- Capocannoniere della Vysšaja Liga: 1

1979 (26 gol)
- Calciatore sovietico dell'anno: 1

1979